# Х-59
Х-59 «Овод» (Изделие Д-9, Индекс ГРАУ ?, по кодификации НАТО AS-13 Kingbolt (с англ. — «шкворень»)) — советско-российская высокоточная авиационная ракета класса «воздух-поверхность» среднего радиуса действия (до 290 км для Х-59МК2).
Предназначена для поражения важных наземных и надводных объектов противника, прикрытых ПВО, визуально обнаруживаемых оператором в любое время днём в простых метеоусловиях. Существуют также разновидности для всесуточного и противокорабельного применения.

## История
Разработка управляемой ракеты Х-59 выполнялась МКБ «Радуга». Лётно-конструкторские испытания ракет X-59 «Овод» проведены в 1975—1977 годах в ГЛИЦ (Ахтубинск).
Государственные испытания X-59 были закончены в 1979, на вооружение комплекс в составе истребителя-бомбардировщика Су-24М, контейнера управления и двух ракет Х-59 был принят в 1980 году. Также «Оводом» оснащались одноместные истребители-бомбардировщики Су-17М, такой комплекс получил наименование Су-17М4. Х-59 в составе Су-17М4 был принят на вооружение в 1982 году, но, из-за прекращения серийного выпуска Су-17, основным носителем Х-59 являлся Су-24М.
Сейчас модификации Х-59 производятся и модернизируются госкорпорацией «Тактическое ракетное вооружение», в которую входит МКБ «Радуга».

## Боевое применение

### Чеченская война (1994—1996)
Ракеты Х-59М использовались в первой чеченской войне для уничтожения укрытий и складов боевиков в горах. Климат Северного Кавказа наложил серьёзные ограничения на применение высокоточного оружия — плохие метеоусловия, туман и слабая видимость приводили к срыву наведения в лесистых горах и заснеженных ущельях. Например, за весь декабрь 1994 года в Чечне было всего 2 дня с ясной погодой, когда можно было использовать все возможности высокоточного оружия. От применения ракет Х-59 отказались после четырёх пусков.

### Война против Украины
Используются российскими войсками в ходе вторжения на территорию Украины.

## Разновидности

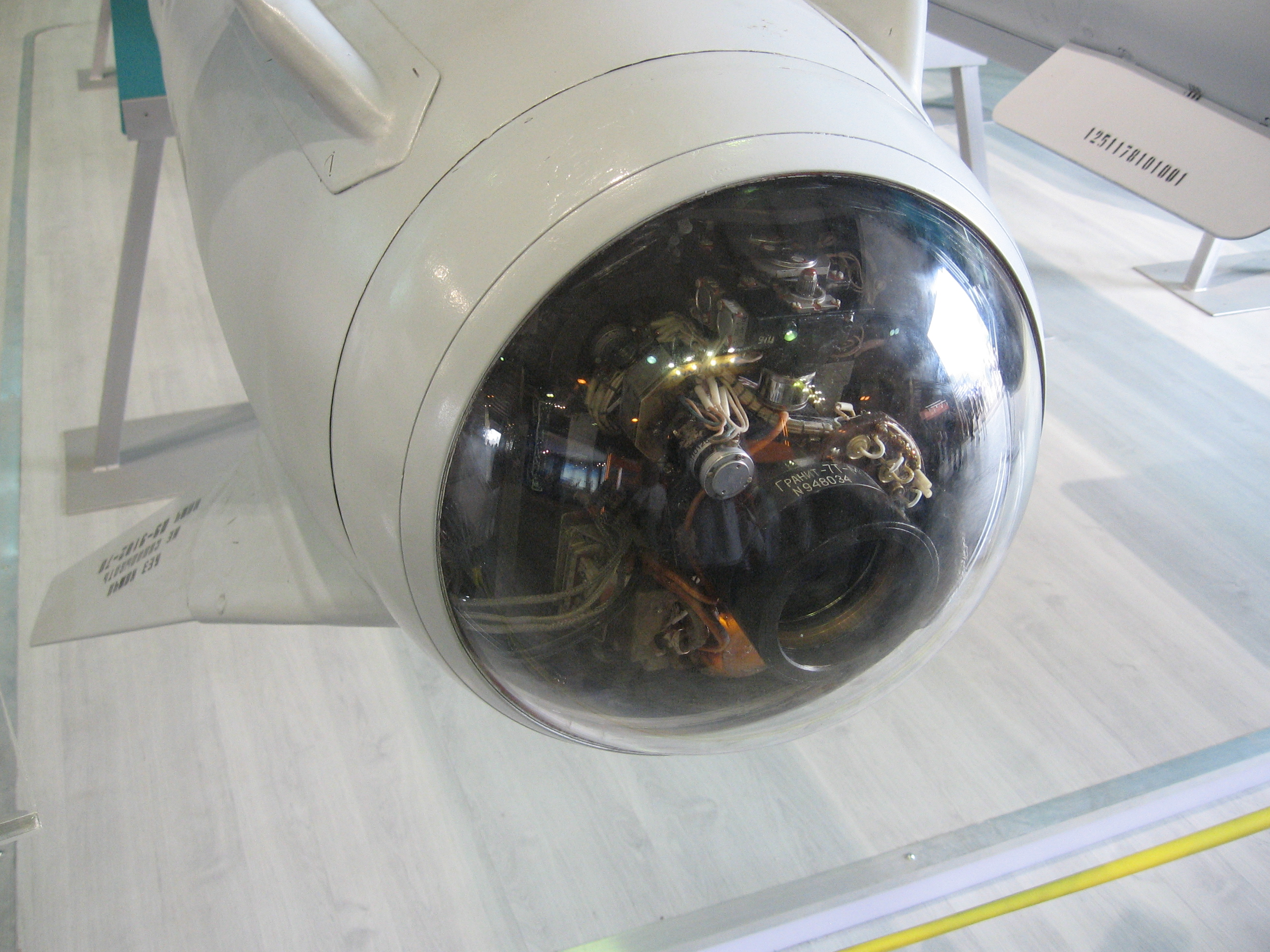
Х-59МЭ, головная часть

- Х-59 — первоначальный вариант с двухступенчатым РДТТ(стартовый и маршевый), инерциальной системой управления СНАУ-59 и телевизионно-командной «Текон-1» системой наведения с ТГСН «Тубус-2». Двухступенчатая твердотопливная ракетная двигательная установка обеспечивает дальность полёта до 45 км. ГСИ завершены в 1979 году, принята на вооружение в составе Су-24 в 1980[14]. Единственный носитель в ВВС — Су-24М[15].
- Х-59Л — вариант с лазерным наведением, разрабатывавшийся, но, вероятно, не доведённый до производства.
- Х-59Т — параллельное наименование для базовой модификации Х-59 с телевизионно-командной системой наведения.
- Х-59М («Овод-М», Изделие Д-9М, по кодификации НАТО — AS-18 Kazoo) — обновлённый вариант Х-59 с ТРДД в подфюзеляжной гондоле вместо маршевого РДТТ, более мощной БЧ, системой наведения «Тевкон-1А»(-1Б/-2) с радиовысотомером и ТГСН «Тубус-2А». Экспортировалась как Х-59М или Х-59МЕ. Дальность действия до 115 км.
  - Х-59МЭ — экспортный вариант Х-59М.
  - Х-59МК (Х-59А) — Противокорабельная ракета с БИНС, комплексным радиоизмерителем, НАП систем ГЛОНАСС/GPS и с активной радиолокационной головкой самонаведения АРГС-59Э, маршевая высота полёта 10-15 м, на конечном участке 4-7 м, дальностью действия до 285 км и БЧ проникающего типа массой 320 кг. Впервые была представлена на МАКС-2001.[16]

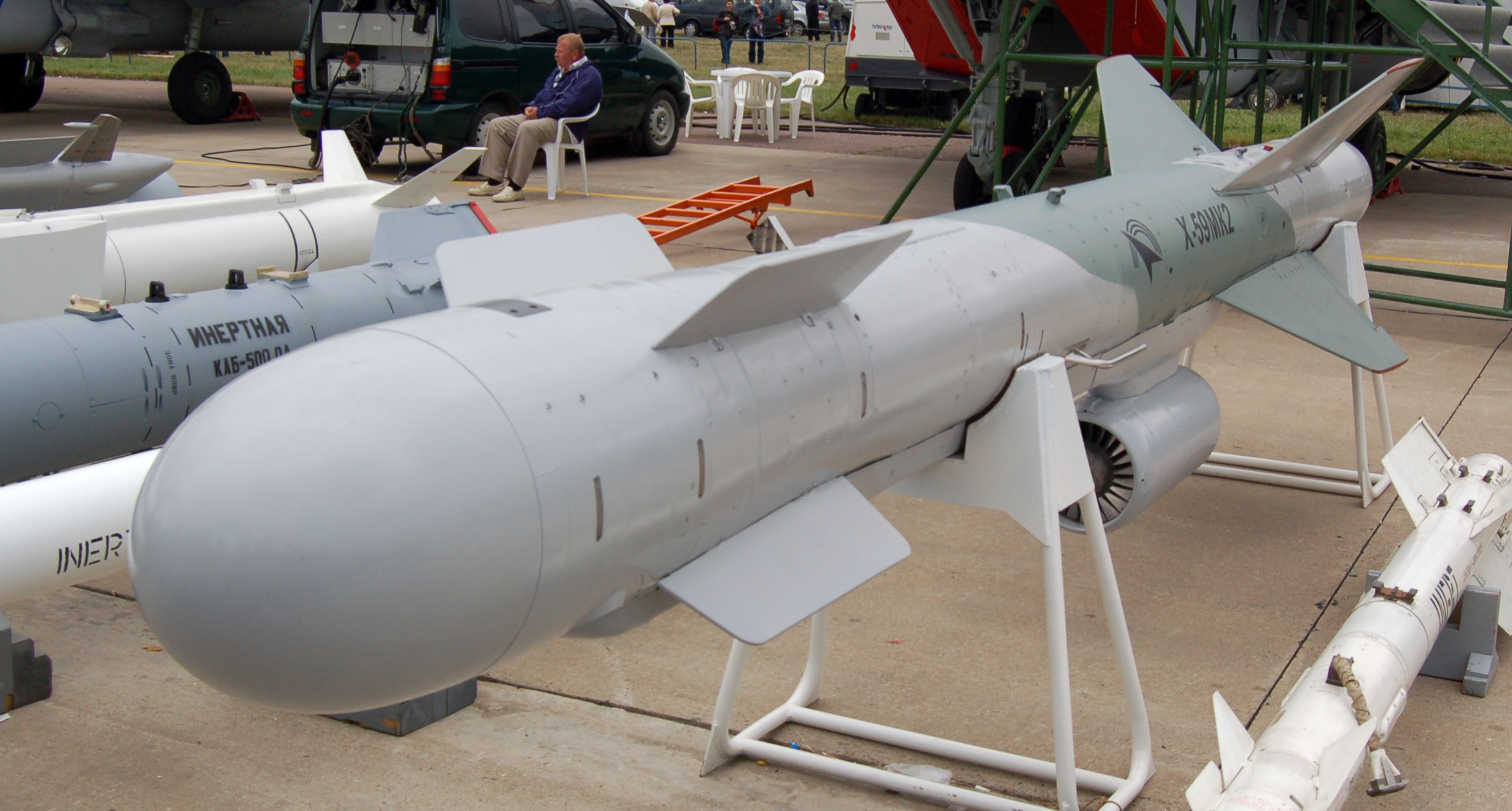
Ракета Х-59МК2 на МАКС-2009

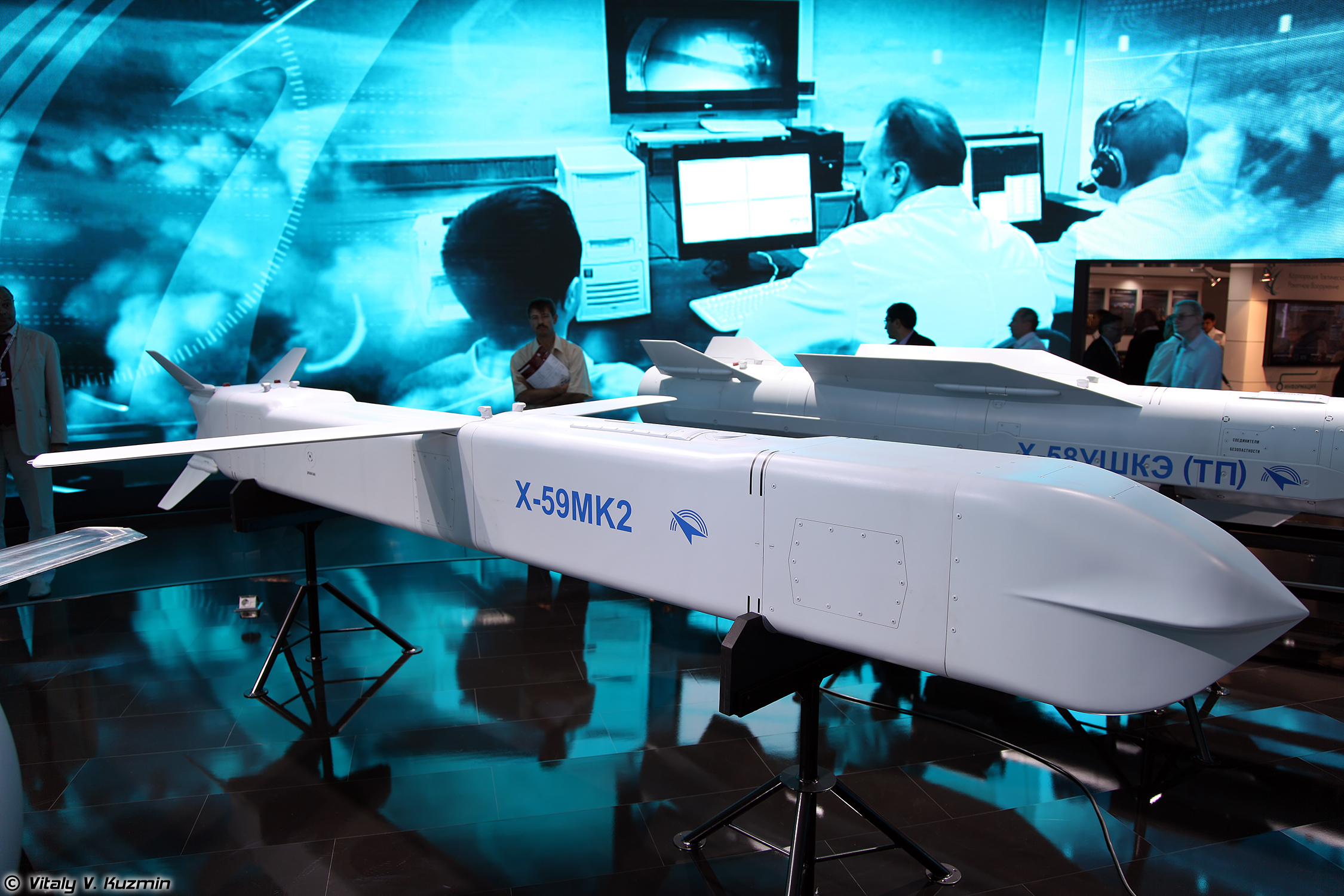
Обновлённый вариант ракеты Х-59МК2 на МАКС-2015

- -     - Х-59МК2 — разновидность Х-59МК для поражения неподвижных наземных целей с известными координатами, оснащена системой управления, включающей: БИНС, оптико-электронную ГСН и НАП систем ГЛОНАСС/GPS, полёт к цели осуществляется на высоте 50-300 м, предусмотрены проникающая и кассетная БЧ. Была представлена на МАКС-2009.[17]
    - Х-59МК2 — обновлённый вариант меньшей длины и массы с квадратным в сечении корпусом, приспособленный для размещения во внутреннем отсеке вооружения самолёта. Аналог западных КР того же класса AGM-158 JASSM, Scalp EG/Storm Shadow и Taurus в фюзеляже с обводами Stealth, имеет значительную дальность стрельбы. Была представлена на МАКС-2015 [18]. Проходит испытания[19].

  - Х-59М2 — вариант с АРГСН АРГС-59 и трансляционно-командной системой наведения, допускающей всесуточные условия применения по наземным и надводным целям с известными координатами.
    - Х-59М2Э — экспортный вариант Х-59М2.

## Характеристики
Источники:,,,,
- Длина, м:
  - 5,37 (Х-59)
  - 5,7 (Х-59М, Х-59М2, Х-59МК)
  - 4,2 (Х-59МК2 («обновлённая»))
- Размах крыла, м:
  - 1,26 (Х-59)
  - 1,3 (Х-59М, Х-59М2, Х-59МК)
  - 2,45 (Х-59МК2 («обновлённая»))
- Диаметр, м:
  - 0,38 (Х-59, Х-59М, Х-59М2)
  - 0,38-0,42 (Х-59МК, Х-59МК2)
  - 0,4×0,4 (Х-59МК2 («обновлённая») в походном положении)
- Стартовая масса, кг:
  - 760—790 (Х-59)
  - 930 (Х-59М, Х-59МК)
  - до 960 (Х-59М2)
  - до 900 (Х-59МК2)
  - 770 (Х-59МК2 («обновлённая»))
- Двигатель:
  - двухступенчатый РДТТ (Х-59)
  - стартовый РДТТ, маршевый ТРДД РДК-300, Р95ТП-300БТ или ТРДД-50АТ (Х-59М, Х-59М2)
  - РДК-300, Р95ТП-300БТ, ТРДД-50АТ или ТРДД-50Б (Х-59МК, Х-59МК2)
  - ТРДД-50Б (Изделие 37-04) (Х-59МК2 («обновлённая»))
- Боевая часть: проникающая фугасно-кумулятивная, кассетная или ядерная (вариант для Ту-160 разработки «РФЯЦ-ВНИИЭФ»[24])
  - Масса БЧ, кг:
    - Проникающей:
      - 148 (Х-59)
      - 320 (Х-59М, Х-59М2, Х-59МК2)
      - 310 (Х-59МК2 («обновлённая»))

    - Кассетной:
      - 280 (Х-59М)
      - 283 (Х-59М2, Х-59МК2)
      - 310? (Х-59МК2 («обновлённая»))
- Система управления и наведения:
  - инерциальная + телекомандная через ракету с возможностью захвата цели ТГСН (Х-59, Х-59М)
  - БИНС + спутниковая + активное радиолокационное самонаведение (Х-59МК)
  - радиокомандное + активное радиолокационное самонаведение (Х-59М2)
  - БИНС + спутниковая + электронно-оптическая (Х-59МК2, Х-59МК2 («обновлённая»))
- КВО, м:
  - 2-3 (Х-59, Х-59М)
  - 3-5 (Х-59МК2, Х-59МК2 («обновлённая»))
- Скорость ракеты:
  - М = 0,72-0,88 (Х-59М, Х-59М2)
  - 900—1050 км/ч (Х-59, Х-59МК, Х-59МК2)
  - 750—1000 км/ч (Х-59МК2 («обновлённая»))
- Наибольшая дальность пуска, км:
  - 40 (Х-59)
  - 115 (Х-59М, Х-59М2)
  - 200 (Х-59МЕ)
  - 285 (Х-59МК по цели типа «эсминец», «крейсер», Х-59МК2)
  - 290 (Х-59МК2 («обновлённая»))
- Наименьшая дальность пуска, км:
  - 10-15 (Х-59М)
  - 5-25 (Х-59МК)
- Высота полёта, м:
  - 15, 50-1100 (Х-59)
  - 7, 50, 100, 200, 600 или 1000 (Х-59М, Х-59М2)
  - 4-7, 10-15 (Х-59МК)
  - 50-300 (Х-59МК2, Х-59МК2 («обновлённая»))
- Высота пуска, м:
  - 200-5000 (Х-59М)
  - 200-5000 и более (Х-59М2)
  - 200-11000 (Х-59МК, Х-59МК2, Х-59МК2 («обновлённая»))
- Сектор пуска:
  - 360° (Х-59, Х-59М, Х-59М2)
  - ±45° (Х-59МК, Х-59МК2, Х-59МК2 («обновлённая»))
- Скорость носителя, км/ч / М: 600—1100 / 0,5-0,9 (Х-59М, Х-59М2, Х-59МК, Х-59МК2, Х-59МК2 («обновлённая»))
- Носители: Су-24М, Су-17М3/22М4, Су-25, Су-30, Су-34, Су-27СМ, Су-35, Су-57

## Пользователи
Современные
- Россия — страна-производитель
- Алжир — в 2011-м году планировались поставки ракет Х-59МЭ на сумму ~$6 млн[25];
- Венесуэла
- Индия[26]
- Китай[26]
- Малайзия

Бывшие
- СССР — в связи с распадом страны ракеты перешли в собственность постсоветских республик.